# 張娜 (バレーボール)
張 娜（チョウ・ナ、ジャン・ナー、簡体字:张娜、ラテン翻記:Zhang Na、女性、1980年4月19日 - ）は、中華人民共和国のバレーボール選手。元ナショナルチーム代表。
2005年ワールドグランドチャンピオンズカップでは、ベストレシーバー・ベストリベロを受賞した。

## 国際大会の出場歴
| 年     | 大会名             | チーム成績 | 受賞             |
| ------ | ------------------ | ---------- | ---------------- |
| 2002年 | 世界選手権         | 4位        |                  |
| 2003年 | ワールドカップ     | 金メダル   |                  |
| 2004年 | アテネオリンピック | 金メダル   | ベストレシーバー |
| 2006年 | 世界選手権         | 5位        |                  |
| 2008年 | 北京オリンピック   | 銅メダル   | ベストディガー   |